# Herbert Rutschke
Herbert Georg Julius Rutschke (* 4. Oktober 1905 in Bromberg; † 14. Mai 1978 in Potsdam-Babelsberg) war ein deutscher Politiker (KPD/SED), Widerstandskämpfer gegen das NS-Regime und Gewerkschafter (FDGB). Er war Vorsitzender des Rats des Bezirks Potsdam.

## Leben
Rutschke, Sohn eines Lithographen und einer Näherin, besuchte von 1913 bis 1921 die Volks- und Mittelschule und absolvierte anschließend von 1922 bis 1924 eine kaufmännische Lehre bei einem Breslauer Großhändler. Er wurde Mitglied im Arbeiterschwimmverein und im Arbeiter-Turn- und Sportbund. Mit der Aufnahme seiner Lehre 1922 wurde er Mitglied im Zentralverband der Angestellten. Rutschke trat 1924 dem KJVD und 1925 der KPD bei. 
Zwischen 1924 und 1926 war Rutschke arbeitslos. Ab 1926 war er als technische Kraft bei der KPD-Bezirksleitung Schlesien in Breslau, ab September 1929 als Stenograph bei der KPD-Bezirksleitung Thüringen in Jena tätig. Nachdem die KPD-Bezirksleitung nach Erfurt verlegt worden war, arbeitete Rutschke 1932/1933 als Volontär und Redakteur beim Thüringer Volksblatt.
Nach der „Machtergreifung“ der Nationalsozialisten beteiligte sich Rutschke am kommunistischen Widerstand. Vom 1. März bis 1. April 1933 stellte Rutschke zusammen mit weiteren Genossen vier Auflagen des Kleinen Thüringen Volksblattes her, einer KPD-Flugzeitung, die auf extra für die Illegalität vorbereiteten Druckkapazitäten hergestellt wurde. Rutschke wurde am 1. April 1933 verhaftet und nach fünfmonatiger Haft im Untersuchungsgefängnis Erfurt nach Kassel überstellt. Im Oktober 1933 wurde er wegen „Vorbereitung zum Hochverrat“ vom Oberlandesgericht Kassel zu zwei Jahren Gefängnis verurteilt. Nach Ablauf seiner Haftstrafe, die Rutschke in Hameln und im Emslandlager Brual-Rhede verbrachte, wurde er am 7. April 1935 in „Schutzhaft“ genommen und in das KZ Esterwegen eingeliefert. 1936 kam er als einer der ersten Häftlinge in das KZ Sachsenhausen. Am 30. November 1936 wurde er unter Auflagen entlassen. Rutschke musste sich bei der Gestapo in Breslau anmelden und sich anschließend alle drei Tage bei der Ortspolizei einfinden. Nachdem er nach seiner Haftentlassung zunächst arbeitslos war, arbeitete Rutschke ein Jahr lang als Tiefbauarbeiter, bevor er im Januar 1938 eine Stelle als Buchhalter in einer Likörfabrik annahm. Im Januar 1938 heiratete Rutschke seine Jugendfreundin Elfriede Kippke, die im Dezember 1937 bereits den gemeinsamen Sohn Günther zur Welt gebracht hatte. Im Jahr 1947 kam Sohn Reinhard dazu. Obwohl Rutschke 1940 als „wehrunwürdig“ eingestuft worden war, wurde er im Februar 1943 zur Wehrmacht eingezogen und in das Strafbataillon 999 gepresst. Er kam in dessen IV. Bataillon auf den Peloponnes nach Amaliades. Als Schreiber des Bataillonsstabes informierte er heimlich griechische Partisanen über bevorstehende militärische Aktionen der Wehrmacht. Im Sommer 1944 wurde er erneut verhaftet und nach Deutschland gebracht. Hier musste er im Rheinland als Baupionier für die Wehrmacht arbeiten. Am 26. März 1945 geriet er in amerikanische Kriegsgefangenschaft. Im März 1946 wurde er in Frankreich von den westalliierten Behörden entlassen.
Nach seiner Rückkehr 1946 nach Erfurt wurde er Mitglied des FDGB und der SED. Rutschke kümmerte sich ab Mai 1946 als Mitglied des FDGB-Landesvorstandes Thüringen um den Aufbau der Abteilung Presse, Rundfunk und Werbung, deren Leitung er übernahm. Von 1947 bis 1949 war er Sekretär für Wirtschaft im Landesvorstand des FDGB Thüringen sowie von 1950 bis 1952 Zweiter Vorsitzender des FDGB-Landesvorstandes Thüringen. 1951 wurde er zu einem Lehrgang an die Landesparteischule nach Erfurt delegiert. 1952 leitete er kurzzeitig die Abteilung Wirtschaftspolitik in der SED-Landesleitung Thüringen. Von 1952 bis Juni 1955 war er Zweiter Sekretär der SED-Bezirksleitung Suhl. 
1955/1956 absolvierte er ein Studium an der Parteihochschule der KPdSU in Moskau mit dem Abschluss als Diplom-Gesellschaftswissenschaftler. 1955/1956 kurzzeitig politischer Mitarbeiter im ZK der SED, wirkte er von 1957 bis 1960 als Vorsitzender des Rates des Bezirks Potsdam. Von September 1960 bis September 1963 war er Prorektor für Studienangelegenheiten der Deutschen Akademie für Staats- und Rechtswissenschaft in Potsdam-Babelsberg.

## Auszeichnungen und Ehrungen
- Verdienstmedaille der DDR
- Medaille für Kämpfer gegen den Faschismus 1933 bis 1945 (1958)
- Vaterländischer Verdienstorden in Bronze und in Silber (1970)

- Die Polytechnische Oberschule 29 in Potsdam trug seinen Namen.